# Raoul Lesueur

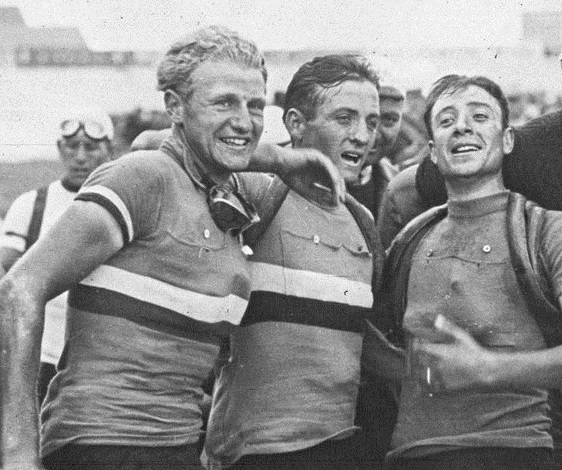
Raoul Lesueur (links, 1936)

Raoul Lesueur (* 29. April 1912 in Le Havre; † 19. August 1981 in Vallauris) war ein französischer Radrennfahrer und zweimaliger Weltmeister.
Raoul Lesueur war Profi-Rennfahrer von 1934 bis 1952 und errang in dieser Zeit rund 190 Siege. Bis zum Beginn des Zweiten Weltkriegs fuhr er hauptsächlich Rennen auf der Straße. Zweimal nahm er an der Tour de France teil. Bei der 1936 belegte er Rang 14 in der Gesamtwertung, bei der 1938 gab er auf. 1943 gewann Raoul Lesueur das Critérium des As. 1935 und 1937 siegte er im Eintagesrennen Genua–Nizza, 1937 bei Paris–Caen.
Ab 1940 legte Lesueur seinen Schwerpunkt auf den Bahnradsport und fuhr Steherrennen. 1947 und 1950 wurde er Weltmeister in dieser Disziplin, 1951 Europameister, 1949 zudem Französischer Meister und Vizeweltmeister. Er belegte bei den Französischen Meisterschaften zahlreiche Male Podiumsplätze.
1981 starb Raoul Lesuer, nachdem er bei einer Ausfahrt mit dem Rad von einem Auto angefahren worden war.
Nach Beginn seiner Radsportkarriere war Lesueur aus seinem nordfranzösischen Heimatort Le Havre nach Nizza umgesiedelt und trainierte im dortigen „Vélodrome Pasteur“. Das Velodrom wurde 1944 bei Bombenangriffen stark beschädigt, da man es offensichtlich mit einer Maschinenfabrik verwechselt hatte; 1960 wurde es abgerissen. Die damalige „Avenue de Vélodrome“ heißt heute „Rue Raoul Lesueur“.